# Jindřich Vydra
Jindřich Vydra  (* 15. August 1930 in České Budějovice) ist ein tschechischer Maler und Mosaikkünstler. Er lebt im Ortsteil Horní Žďár von Jindřichův Hradec.

## Leben
Von 1953 bis 1958 studierte er Kunstgeschichte an der Akademie für Kunst, Architektur und Design Prag bei Jan Bauch und Antonín Strnadel. Während der sozialistischen Herrschaft in der ČSSR wurde Vydra mit einem Ausstellungsverbot belegt. Erlaubt wurde ihm lediglich die Fertigung von „Gebrauchskunst“, die er auch im Ausland ausüben durfte.

## Werke
Vydra hat sich vor allem auf die Fertigung von Glasmosaiken spezialisiert. Er benutzt mittlerweile eine sehr spezielle Technologie. Sie besteht im Aufbringen mehrerer Glasurschichten, die jeweils eigenständig gebrannt werden. Hierdurch werden spezielle optische Effekte bei den Mosaiksteinen erzielt. Die Steine werden anschließend auf Acrylglas befestigt. Ein Quadratmeter der von Vydra hergestellten Kunstwerke wiegt so bis zu 6 kg.
- 1998 Ornamentales Mosaik in der Evang. Versöhnungskirche in Linz